# Ponte da Arrábida
Ponte da Arrábida – most łukowy nad rzeką Douro, który łączy Porto z Vila Nova de Gaia, w Portugalii. Jest to najbardziej wysunięty na zachód most na Duero, kilka kilometrów od Oceanu Atlantyckiego. Mostem biegnie sześciopasmowa autostrada, będąca częścią trasy europejskiej E1.
W momencie ukończenia, w 1963 roku, główne przęsło mostu o długości 270 m było najdłuższym tego typu na świecie. Łączna długość mostu wynosi 493,2 m, a szerokość 26,5 m. Łuk ma wysokość 52 m, a maksymalny prześwit nad poziomem rzeki wynosi ponad 70 m. Koszt budowy to 126 mln escudo. Inżynierem odpowiedzialnym za projekt i budowę był Edgar Cardoso.